# Costus maculatus
Costus maculatus är en enhjärtbladig växtart som beskrevs av William Roscoe. Costus maculatus ingår i släktet Costus och familjen Costaceae. Inga underarter finns listade.